# 錐足亞門
錐足亞門是變形蟲門中的一個亞門，又細分為黏菌下門及始變形蟲下門等兩個下門。
錐足亞門包括溶組織內阿米巴及盤基網柄菌等物種。